# Romanillos de Atienza
Romanillos de Atienza és un municipi de la província de Guadalajara, a la comunitat autònoma de Castella-La Manxa.